# تيم جونز (لاعب هوكي جليد)
تيم جونز (بالإنجليزية: Tim Jones)‏ هو لاعب هوكي جليد أمريكي، ولد في 16 ديسمبر 1987.

## وصلات خارجية
- تيم جونز على موقع Paralympic.org (الإنجليزية)